# Mousserende vin
Mousserende vin er en alkoholisk drik, fremstillet ved sekundær fermentering af hvidvin, hvorved der dannes kulsyre. Den mest kendte mousserende vintype er den franske champagne, navngivet efter den franske provins Champagne nordøst for Paris.
Forskellige typer af mousserende vin:
- Champagne – mousserende vin fra Champagne i Frankrig.
- Cava – mousserende vin fra Spanien.
- Asti (tidl. Asti spumante) – mousserende vin fra Asti-regionen i Italien.
- Spumante – mousserende vin fra Italien af varierende kvalitet og sødme. Findes både som hvid, rosé og rød.
- Verdi Spumante – mousserende vin fra Italien. Findes både som hvid, rosé og rød.
- Espumante – mousserende vin fra Brazilien af meget varierende kvalitet.
- Crémant – mousserende vin fra Bourgogne, Alsace, Limoux, Die, Loire, Jura og Bordeaux i Frankrig samt fra Luxembourg.
- Sekt – mousserende vin fra Tyskland, Østrig og Ukraine.
- Sovetskoye Shampanskoye (eller Sovjet-champagne) – mousserende vin fra Rusland og Hviderusland (hvor navnet opretholdes).
- Cap Classique – mousserende vin fra Sydafrika.
- Semi-sparkling – kategori af mousserende vine med mindre kulsyretryk end ovennævnte typer (2-3 gram CO2 pr. liter = 1-2½ bar) – bl.a. Frizzante og Pétillant.
- Perlevin – kategori af mousserende vin med lille kulsyretryk (1-2 gram CO2 pr. liter = ca. 1 bar).
- Lambrusco – Italiensk type af mousserende vine fra Emilia-Romagna. Findes både som hvid, rosé og rød.
- Prosecco – Italiensk druetype, der giver lette, tørre mousserende vine.

## Fremstillingsmetode
Mousserende vin kan fremstilles på forskellig vis
- Charmat metoden: Her lægges hvidvin på tank ”charmat” og tilsætter sukker og gær. Tanken lukkes herefter og sættes under tryk. Kombinationen af trykket og den CO2, som opstår under gæringen, gør vinen mousserende.
- Karbonisering: Kaldes også sodavandsmetoden og fungere ved, at man infucerer CO2 i vinen, så den bliver mousserende.
- Den traditionelle metode (champagnemetoden): Her sker forvandlingen fra en destillationsvin til en mousserende i flasken efter tilsætning af sukker og gær til den færdige vin som herefter lukkes med en kapsel eller korkprop

## Historie
Mousserende vin blev opfundet i England omkring 1676. Driftige restauratører ønskede at gøre vin fra Champagne mere tør ved tilsætte gær til fadene, og efterfølgende tappe dem på flaske. Resultatet var en let mousserende vin som hurtigt vandt popularitet. Det var altså ikke Dom Perignon  - Munken fra Frankrig - der som myten fortæller det opfandt mousserende vin. 

## Andre vintyper
- Rødvin, lavet på blå druer med skaller.
- Hvidvin, lavet på grønne druer eller afskallede blå druer.
- Rosévin, lavet på blå druer, hvor skallerne bliver sorteret fra tidligt i gæringsprocessen eller rosévin kan også laves på rosévins drue sorter.
- Hedvin, vin med højere alkoholindhold end de øvrige typer.
- Isvin, vin med karakteristisk sød smag og lavt alkoholindhold.
- Dessertvin, er søde vine, der typisk serveres til en dessert.

Typerne har så forskellige egenskaber, at de i praksis betragtes som forskellige drikke.